# فريدريش بارتيلس
فريدريش بارتيلس Friedrich Bartels (ولد عام 1877 في فورهوب التابعة لدائرة جيفهورن بولاية نيدرزاكسن – ومات عام 1928 في لايبزغ) هو كاتب وشاعر ألماني.
برع بارتيلس في العديد من الأجناس الأدبية رغم أنه لم يترك الكثير من الأعمال، فقد ألف بعض المسرحيات من بينها «الدوق فيدوكيند» Herzog Widukind. وهي مسرحية مأساوية من ثلاثة فصول.